# س. إف. مولر
س. إف. مولر (بالدنماركية: C.F. Møller)‏ هو مهندس معماري دنماركي، ولد في 31 أكتوبر 1898 في Skanderborg ‏ في الدنمارك، وتوفي في 5 نوفمبر 1988 في آرهوس في الدنمارك.